# Sant Joan Baptista i Sant Bartomeu de Matamala
L'Sant Joan Baptista i Sant Bartomeu de Matamala és una capella (oratori del poble de Matamala) a la comuna homònima, de la comarca del Capcir a la Catalunya del Nord.
Està situada en el carrer de la Llar Comunal de Matamala, o del Pont de l'Aude (que és la mateixa carretera D - 32 que travessa el poble), a la part sud-oriental del nucli de població.